# Floorfilla
Floorfilla est un duo musical de musique électronique italien, formé autour de Gabriele Cerlini (alias DJ Cerla). Ce duo formé autour de Cerlini était initialement composé, sur son premier titre, d'Elvio Moratto qui a ensuite quitté Floorfilla, et de Cerlini. En 1998, Cerlini est rejoint par Maurice Bale Mondonga (alias Momo B).

## Biographie
Floorfilla est le projet Eurodance de Gabriel Cerlini, alias DJ Cerla, né en Italie au début des années 1970. Il commence par jouer en tant que DJ dans des clubs puis produit ses propres productions. En 1993, il se fait connaître avec le titre Rotterdam 93. Accompagné de Moratto, il signe le single Wonder qui sera premier des classements en Italie, en Espagne et au Brésil[réf. nécessaire].
Le duo connait ses plus grands succès de 1999 à 2004, années auxquelles remontent également les deux albums United Beatz of Floorfilla (2000) et Le Voyage (2002). Le duo se classe dans les hit-parades en France, en Italie, en Allemagne, en Suisse et en Autriche,. De nombreuses publications sont sorties sur le label dance allemand ZYX Music.
Après une période d'accalmie à partir de 2004, le duo revient pour la première fois dans les classements français des singles en 2013 et 2014 avec les chansons Just Another Night, en collaboration avec le DJ allemand Manian (Cascada, RIO, Twoloud) et One Heart en collaboration avec le trio allemand ItaloBrothers.
En janvier 2014, Gabriel Cerlini entre en studio pour enregistrer de nouveaux titres dont le remix de The Hypno.

## Discographie

### Singles
- 1998 : Anthem #1
- 1999 : Anthem #2
- 1999 : Anthem #3
- 2000 : Anthem #4
- 2000 : The Hypno
- 2001 : Jump India!
- 2001 : Anthem #5 (Enter the Arena)
- 2001 : Italodancer
- 2001 : Anthem #2.2
- 2001 : Megamix (Anthem #2 /#3 /#4 /#5 /The Hypno)
- 2002 : Technoromance
- 2002 : Le Délire
- 2002 : Sister Golden Hair
- 2003 : Sex Is Danger
- 2003 : Game Over
- 2003 : Anthem #6 [Cassez la Boîte]
- 2004 : Gigamix
- 2004 : Kosmiklove
- 2005 : Disco Roller
- 2006 : Sister Golden Hair 2006
- 2006 : Komputermelody
- 2006 : Cyberdream
- 2007 : Ipower!  (vs. Rob Mayth)
- 2007 : Italodancer (vs. ItaloBrothers) (Remix, version 2007)
- 2007 : Up and down
- 2008 : India Jumps (meets Chris Van Dutch)
- 2009 : Sister Golden Hair 2009
- 2010 : Anthem #4,2 (vs. Marvin)
- 2013 : Just Another Night (Anthem #4) (vs. Manian)
- 2013 : Just Another Night (Floorfilla Radio Edit) (vs. Manian)
- 2014 : The Hypno 2014
- 2014 : One Heart (Anthem #2) (vs. ItaloBrothers & P. Moody)
- 2016 : On & On feat. (P. Moody)